# Стэмп, Теренс
Те́ренс Ге́нри Стэмп (англ. Terence Henry Stamp; 22 июля 1938, Лондон — 17 августа 2025, Лондон) — один из наиболее востребованных британских киноактёров 1960-х годов, в разные годы работавший с такими режиссёрами, как Уильям Уайлер, Федерико Феллини, Пьер Паоло Пазолини, Джон Шлезингер, Оливер Стоун, Джордж Лукас, Стивен Содерберг, Тим Бёртон и Эдгар Райт.

## Ранние годы
Теренс Стэмп родился 22 июля 1938 года в семье капитана буксира и вырос в рабочих кварталах лондонского Ист-Энда. В юности поначалу снимал квартиру с начинающим актёром Майклом Кейном, который со временем стал одним из основных конкурентов Стэмпа в амплуа молодого раскрепощённого британца (в частности, Кейн увёл у него роль галантного ловеласа Элфи в одноимённом фильме).

## Карьера
Первой заметной работой Стэмпа в кино стала роль Билли Бадда в осуществлённой в 1962 году Питером Устиновым экранизации одноимённой морской повести Мелвилла. За эту работу Стэмп был представлен к премии «Оскар» и получил «Золотой глобус» за лучший дебют актёра (1963).
На гребне этого успеха предложения от престижных режиссёров стали поступать к молодому актёру в изобилии. В 1965 году он получил приз в Каннах за роль в фильме «Коллекционер» Уильяма Уайлера, а два года спустя снялся в экранизации романа Томаса Харди «Вдали от обезумевшей толпы».
На волне увлечения индийской культурой уехал в Индию, чтобы вкусить жизни в ашраме. В 1968 году он принял предложение Федерико Феллини сыграть в экранизации рассказа Эдгара По, вошедшей в трилогию «Три шага в бреду». После этого он поселился в Италии, где вместе с Сильваной Мангано и Анной Вяземски исполнил главную роль в фильме «Теорема» Пьера Паоло Пазолини.
Когда Стэмп вернулся в Голливуд в 1970-е годы, пик его популярности был уже в прошлом. Роли ему доставались весьма разношёрстные, и отзывы о них были довольно неровные. А заветной киноработой, которая открыла Стэмпа для самой широкой зрительской аудитории, стала роль криптонианского злодея генерала Зода в фильмах «Супермене» и «Супермен 2».
В 1980-е годы и позднее Стэмп продолжал активно сниматься в голливудских фильмах различной тематики, преимущественно в ролях второго плана. Его можно было увидеть в таких картинах, как «Орлы юриспруденции» (1986), «Уолл-стрит» (1987), «Молодые стрелки» (1988), «Настоящая Маккой» (1993), «Звёздные войны. Эпизод I: Скрытая угроза» (1999), «Красная планета» (2000) и многих других.
Среди более амбициозных работ Стэмпа в 1990-е годы самой неожиданной стала роль уставшего от жизни травести-транссексуала с толстым слоем грима на лице в австралийской картине «Приключения Присциллы, королевы пустыни» (1994). В нео-нуаровом триллере Стивена Содерберга «Англичанин» (1999) он с успехом вернулся к привычному образу, принёсшему ему первую славу (молодость главного героя иллюстрируется кадрами из ранних фильмов с его участием).
В 2008—2009 годах на экраны по всему миру вышло несколько новых картин с его участием, включая триллер по комиксам «Особо опасен», историческую ленту «Операция „Валькирия“», шпионскую комедию «Напряги извилины» и комедию с Джимом Керри «Всегда говори „да“». Кроме того, актёр озвучил Манкара Каморана (одного из персонажей ролевой игры The Elder Scrolls IV: Oblivion), а также отца Кал-Эла, Джор-Эла, в телесериале о Супермене «Тайны Смолвиля».
В 2012 году Стэмп снялся в видеоклипе режиссёра Питера Серафиновича на песню Night and Day в исполнении группы Hot Chip.

## Личная жизнь
Брат актёра Крис основал лейбл Track Records, на котором записывались Джими Хендрикс и The Who. Братья Стэмп активно участвовали в светской жизни «свингующего Лондона». Таблоиды писали об отношениях Теренса с Брижит Бардо, Джули Кристи и супермоделью Джин Шримптон. Стэмп и Кристи были упомянуты в суперхите «Waterloo Sunset» группы The Kinks (But Terry and Julie cross over the river).
В 2003 году Стэмп на время отошёл от активной кинодеятельности. Он выпустил книгу воспоминаний, поваренную книгу и роман. В том же году Теренс впервые женился. В 2008 году супруги со скандалом развелись, а Стэмп вернулся в кино.

## Смерть
Теренс Генри Стэмп умер 17 августа 2025 года, в возрасте 87 лет.

## Фильмография

### Кино
| Год  | Название на русском                      | Оригинальное название                            | Роль                                    | Примечания                      |
| ---- | ---------------------------------------- | ------------------------------------------------ | --------------------------------------- | ------------------------------- |
| 1962 | Семестр испытаний                        | Term of Trial                                    | Митчелл                                 |                                 |
| 1962 | Билли Бадд                               | Billy Budd                                       | Билли Бадд                              |                                 |
| 1965 | Коллекционер                             | The Collector                                    | Фредди Клегг                            |                                 |
| 1966 | Модести Блейз                            | Modesty Blaise                                   | Уилли Гарвин                            |                                 |
| 1967 | Вдали от обезумевшей толпы               | Far From The Madding Crowd                       | сержант Трой                            |                                 |
| 1967 | Бедняжка                                 | Poor Cow                                         | Дейв Фуллер                             |                                 |
| 1968 | Блю                                      | Blue                                             | Блю                                     |                                 |
| 1968 | Три шага в бреду                         | Tre Passi Nel Delirio                            | Тоби Даммит                             | новелла: Toby Dammit            |
| 1968 | Теорема                                  | Teorema                                          | посетитель                              |                                 |
| 1970 | Разум мистера Соумса                     | The Mind of Mr. Soames                           | Джон Соумс                              |                                 |
| 1971 | Сезон в аду                              | Una stagione all’inferno                         | Артюр Рембо                             |                                 |
| 1975 | Чело-век                                 | Hu-Man                                           | Теренс                                  |                                 |
| 1975 | Божественное создание                    | Divina creatura                                  | Дени ди Багнаско                        |                                 |
| 1977 | —                                        | Black-Out                                        | Эдгар По                                |                                 |
| 1978 | Супермен                                 | Superman                                         | генерал Зод                             |                                 |
| 1978 | Стриптиз                                 | Striptease                                       | Алан                                    |                                 |
| 1979 | Встречи с замечательными людьми          | Meetings With Remarkable Men                     | принц Любоведский                       |                                 |
| 1979 | Я люблю, я не люблю                      | Amo non amo                                      | Генри                                   |                                 |
| 1979 | —                                        | Licanthropus, il figlio della notte              | н/д                                     |                                 |
| 1980 | Супермен 2                               | Superman II                                      | генерал Зод                             |                                 |
| 1981 | Тайна острова чудовищ                    | Misterio En La Isla De Los Monstruos             | Таскинар / Скиннер                      |                                 |
| 1982 | Смерть в Ватикане                        | Morte in Vaticano                                | падре Андреани                          |                                 |
| 1983 | —                                        | The Bloody Chamber                               | н/д                                     | короткометражный фильм          |
| 1984 | Стукач                                   | The Hit                                          | Уилли Паркер                            |                                 |
| 1984 | В компании волков                        | The Company of Wolves                            | Дьявол                                  | не указан в титрах              |
| 1986 | Линк                                     | Link                                             | доктор Стивен Филлип                    |                                 |
| 1986 | Орлы юриспруденции                       | Legal Eagles                                     | Виктор Тафт                             |                                 |
| 1986 | Кожа                                     | Hud                                              | Эдвард                                  |                                 |
| 1987 | Сицилиец                                 | The Sicilian                                     | князь Борса                             |                                 |
| 1987 | Уолл-Стрит                               | Wall Street                                      | сэр Ларри Уайлдман                      |                                 |
| 1988 | Молодые стрелки                          | Young Guns                                       | Джон Танстолл                           |                                 |
| 1988 | Нация пришельцев                         | Alien Nation                                     | Уильям Харкорт                          |                                 |
| 1990 | Рискованное занятие                      | Genuine Risk                                     | Пол Хеллуорт                            |                                 |
| 1990 | —                                        | Stranger in the House                            | н/д                                     |                                 |
| 1991 | Повелитель теней                         | Beltenebros                                      | Дарман                                  |                                 |
| 1993 | Настоящая Маккой                         | The Real McCoy                                   | Джек Шмидт                              |                                 |
| 1994 | Приключения Присциллы, королевы пустыни  | The Adventures Of Priscilla, Queen Of The Desert | Ральф / Бернадетт                       |                                 |
| 1996 | Специальный выпуск                       | Tiré à part                                      | Эдвард Лэмб                             |                                 |
| 1997 | Криминальный роман                       | Love Walked In                                   | Фред Мур                                |                                 |
| 1997 | Блаженство                               | Bliss                                            | Балтазар                                |                                 |
| 1998 | Поцелуй небеса                           | Kiss The Sky                                     | Козен                                   |                                 |
| 1999 | Англичанин                               | The Limey                                        | Уилсон                                  |                                 |
| 1999 | Звёздные войны. Эпизод I: Скрытая угроза | Star Wars: Episode I — The Phantom Menace        | Финис Валорум                           |                                 |
| 1999 | Клёвый парень                            | Bowfinger                                        | Терри Стриктер                          |                                 |
| 2000 | Красная планета                          | Red Planet                                       | доктор Бад Шантилас                     |                                 |
| 2001 | Моя жена — актриса                       | Ma Femme Est Une Actrice                         | Джон                                    |                                 |
| 2001 | Страж тьмы                               | Revelation                                       | лорд Магнус Мартел                      |                                 |
| 2002 | Во всей красе                            | Full Frontal                                     | человек в самолёте / в роли самого себя |                                 |
| 2003 | Дочь моего босса                         | My Boss’s Daughter                               | Джек Тейлор                             |                                 |
| 2003 | Поцелуй                                  | The Kiss                                         | Филип Ноде                              | сразу на видео                  |
| 2003 | Особняк с привидениями                   | The Haunted Mansion                              | Ремзли                                  |                                 |
| 2004 | Электра                                  | Elektra                                          | Стик                                    |                                 |
| 2004 | Разная ложь                              | Separate Lies                                    | Джо                                     | не указан в титрах              |
| 2004 | Дохлая рыба                              | Dead Fish                                        | Сэмюел Фиш                              |                                 |
| 2004 | Эти глупые вещи                          | These Foolish Things                             | Бейкер                                  |                                 |
| 2006 | 9/11: Башни-близнецы                     | 9/11: The Twin Towers                            | рассказчик                              | озвучка                         |
| 2007 | Последний сентябрь                       | September Dawn                                   | Бригем Янг                              |                                 |
| 2008 | —                                        | Toby Dammit                                      | Тоби Даммит                             |                                 |
| 2008 | Особо опасен                             | Wanted                                           | Пекварски                               |                                 |
| 2008 | Напряги извилины                         | Get Smart                                        | Зигфрид                                 |                                 |
| 2008 | —                                        | Flowers and Weeds                                | рассказчик                              | короткометражный фильм          |
| 2008 | Всегда говори «да»                       | Yes Man                                          | Терренс                                 |                                 |
| 2008 | Операция «Валькирия»                     | Valkyrie                                         | генерал-полковник Людвиг Бек            |                                 |
| 2010 | Ультрамарины                             | Ultramarines: A Warhammer 40,000 Movie           | капитан Северий                         | мультфильм; озвучка             |
| 2011 | Меняющие реальность                      | The Adjustment Bureau                            | Томпсон                                 |                                 |
| 2012 | Песня для Марион                         | Song for Marion                                  | Артур                                   |                                 |
| 2012 | —                                        | One Square Mile: London                          | Кларенс                                 | короткометражный фильм; озвучка |
| 2013 | Чёрные метки                             | The Art Of The Steal                             | Сэмюел Уинтер                           |                                 |
| 2014 | Большие глаза                            | Big Eyes                                         | Джон Канадей                            |                                 |
| 2016 | Ворон                                    | Crow                                             | Великий Ворон                           |                                 |
| 2016 | Дом странных детей мисс Перегрин         | Miss Peregrine’s Home For Peculiar Children      | Эйб                                     |                                 |
| 2017 | Горькая жатва                            | Bitter Harvest                                   | Иван                                    |                                 |
| 2017 | Скрюченный домишко                       | Crooked House                                    | старший инспектор Тавернер              |                                 |
| 2018 | О богах и воинах                         | Viking Destiny                                   | Один                                    |                                 |
| 2019 | Загадочное убийство                      | Murder Mystery                                   | Малькольм Куинс                         |                                 |
| 2021 | Прошлой ночью в Сохо                     | Last Night in Soho                               | н/д                                     |                                 |

### Телевидение
| Год       | Название на русском | Оригинальное название       | Роль                     | Примечания                                        |
| --------- | ------------------- | --------------------------- | ------------------------ | ------------------------------------------------- |
| 1960      | —                   | Spy-Catcher                 | н/д                      | эпизод: The Absent Friend                         |
| 1978      | Багдадский вор      | The Thief of Baghdad        | визирь Джадур            | телефильм                                         |
| 1983      | —                   | Chessgame                   | Дэвид Одли               | телесериал: основная роль                         |
| 1986      | Наёмники смерти     | The Deadly Recruits         | Дэвид Одли               | телефильм                                         |
| 1986      | —                   | The Alamut Ambush           | Дэвид Одли               | телефильм                                         |
| 1986      | —                   | Cold War Killers            | Дэвид Одли               | телефильм                                         |
| 1996      | Экстрасенс          | Mindbender                  | Джо Хартман              | телефильм                                         |
| 1997—1998 | Голод               | The Hunger                  | ведущий                  | телесериал; основная роль                         |
| 2003      | Статический шок     | Static Shock                | Деннис / профессор Менас | мультсериал; эпизод: Blast from the Past; озвучка |
| 2003—2011 | Тайны Смолвиля      | Smallville                  | Джор-Эл                  | телесериал; роль второго плана                    |
| 2016      | —                   | The Krays: The Prison Years | рассказчик               | документальный телефильм                          |
| 2020      | Тёмные начала       | His Dark Materials          | Джакомо Парадизи         | эпизод: Episode #2.1                              |

### Игры
| Год  | Название                       | Роль           | Примечания |
| ---- | ------------------------------ | -------------- | ---------- |
| 2006 | The Elder Scrolls IV: Oblivion | Манкар Каморан |            |
| 2007 | Halo 3                         | Пророк Истины  |            |
| 2009 | Wanted: Weapons of Fate        | Пекварски      |            |